# Onchidium applanatum
Onchidium applanatum is een slakkensoort uit de familie van de Onchidiidae. De wetenschappelijke naam van de soort is voor het eerst geldig gepubliceerd in 1918 door Simroth.